# Pont des rapides
Le pont des rapides (en finnois : Vuolteensilta) est un pont pour la circulation douce reliant les quartiers Ratina et Nalkala au centre de Tampere en Finlande.

## Présentation
Le pont, achevé en 1985, traverse les Tammerkoski au sud du pont Hämeensilta.
Il relie les Laukontori et Kehräsaari à l'ouest du Koskikeskus.
Le pont piétonnier de Kehräsaari est situé a proximité du pont des rapides.